# Die Verfolger
Die Verfolger, DDR-Alternativtitel Polizeihund Rex (Originaltitel: The Pursuers) ist eine britische Fernsehserie von 1961/62. Im Mittelpunkt steht der Polizeihund Rex (Im Original Ivan), ein Deutscher Schäferhund. Die Idee zur Serie stammte von Donald Hyde. Die Serie wurde in Deutschland zuerst auf ARD 2 ausgestrahlt.

## Handlung
Scotland-Yard-Inspektor Bollinger ist in London tätig und klärt die verschiedensten Verbrechen auf. Sein ständiger Begleiter ist sein Diensthund Rex.

## Produktionsnotizen
Produziert wurde die Serie in den Elstree Studios in Borehamwood. Die Erstausstrahlung erfolgte auf ABC Weekend Television. Die deutsche Erstausstrahlung erfolgte am 6. Juli 1962 auf ARD 2. Bis 1965 wurden 24 oder 25 Episoden ausgestrahlt, ab 1963 in der ARD. Der Deutsche Fernsehfunk strahlte 1968 13 Episoden aus. Ob dabei eine neue Synchronisation erfolgte, ist unbekannt.

## Deutsche Episoden
1. Der Mann an der Bar	
2. Tollwut
3. Die Maske	
4. Bis vier Uhr nachmittags
5. Miss Barkers Verdacht
6. Suche nach Jennifer
7. Das doppelte Alibi
8. Bessie
9. Ersatz für den Mörder
10. Kreuze an der Wagentür
11. Ein Fall für Steve
12. Ein Knopf am Tatort	
13. Plomben aus Frankfurt
14. Drei Lügen
15. Kongreß ohne Dr. Nielson
16. Die Abrechnung
17. Inspektor Bastians Tod
18. Die Jagdhütte
19. Gefährlicher Besuch	
20. Ein stummer Zeuge
21. Der Fall Farley
22. Nicky Steen
23. Schuhe aus Griechenland
24. Das Kind Sally
25. Safe W 4

## Überlieferung
Eine DVD-Edition bislang nicht erschienen. Ob die deutschen Synchronfassungen überliefert sind, ist unbekannt.